# Qualitat d'experiència
La qualitat d'experiència (QoE, Quality of Experience) es defineix com l'acceptabilitat global d'una aplicació o servei, tal com es percep subjectivament per l'usuari final. Inclou la totalitat d'efectes del sistema extrem a extrem (client, terminal, xarxa, serveis d'infraestructura…) i pot veure's influïda per les expectatives dels usuaris i el context. D'aquí que la QoE es mesuri subjectivament i pugui diferir d'un usuari a un altre.

## Factors objectius i subjectius

### Introducció

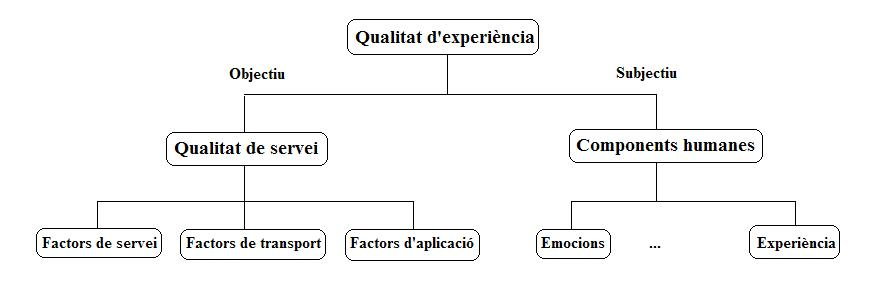
Factors de la qualitat d'experiència

Les mesures objectives de l'execució de serveis tals com la pèrdua d'informació i el retard contribueixen a la QoE. Aquestes mesures objectives juntament amb components humanes com les emocions, l'actitud, la motivació… determinen l'acceptabilitat global de l'usuari final. Aquests factors estan organitzats com els relacionats amb la qualitat de servei (QoS, Quality of Service) i aquells que poden ser classificats com a components humanes.

### Factors objectius: qualitat de servei
La qualitat de servei (QoS) es defineix com l'efecte col·lectiu d'execució que determina el grau de satisfacció d'un usuari del servei. Els mecanismes de QoS inclouen qualsevol mecanisme que contribueixi a la millora de l'execució global del sistema i, per tant, a millorar l'experiència de l'usuari final. Els mecanismes de QoS poden implementar-se a diferents nivells. Per exemple, a nivell de xarxa inclou mecanismes de gestió de tràfic tals com la memòria (buffering) i la planificació (scheduling) utilitzats per diferenciar tràfics pertanyents a diferents aplicacions.
En referència a la qualitat del servei també hi ha els paràmetres de QoS. Similar als mecanismes de QoS poden ser definits pels diferents nivells de la capa OSI. En el nivell de xarxa aquests paràmetres solen incloure la tasa de pèrdua d'informació i el retard.

### Factors subjectius: components humanes
La qualitat d'experiència (QoE) és mesurada sovint mitjançant de tests subjectius controlats acuradament en els quals es reprodueixen mostres de vídeo a espectadors, als quals se’ls demana que les puntuin en una escala. Les qualificacions assignades per cada espectador són promitjades per tal d'obtenir la puntuació d'opinió mitjana (MOS, Mean Opinion Score).
El fet que la qualitat d'experiència sigui dinàmica i que la majoria de factors situacionals siguin no determinístics determina que la QoE hagi de ser mesurada per unitat de temps durant tot el temps de duració del servei. Per exemple, si un usuari s'ha subscrit a un servei d'IPTV que ofereix en alta definició un event d'importància i la QoE durants tres quartes parts del temps ha estat molt alta però baixa per l'última quarta part, la QoE global per part de l'usuari serà molt baixa.

## Sistemes de mesura
- Un dels sistemes més utilitzats és el de puntuació d'opinió mitjana (MOS), el qual es basa en la reproducció d'unes mostres (ja siguin de vídeo o de veu) a una sèrie de persones, les quals les puntuen en una escala de l'1 al 5 (sent el 5 la millor puntuació) en termes de qualitat d'experiència. El MOS va ser originàriament utilitzat per l'ajuda en el disseny, la investigació i el desenvolupament dels sistemes digitals de telefonia, convertint el senyal de veu analògic en digital i viceversa. El terme MOS s'ha convertit en sinònim de QoE per a les trucades de veu.

- El MDI (Media Delivery Index) és una nova mesura que pot ajudar al proveïdor de serveis a monitorar tant els serveis d'IPTV com de VoIP per la component de la QoE que tenen sota control. Així doncs, el MDI dona una indicació sobre la qualitat esperada del vídeo, i, per tant, de la QoE de l'usuari, basada en mesures sobre el nivell de xarxa. Les mesures del MDI són acumulatives a través de la xarxa i poden ser mesurades des de qualsevol punt entre els proveïdors de continguts i els receptors de televisió (coneguts com a "Set Top Box"). El MDI és típicament expressat com a dos nombres, el factor de retard (delay factor) i la tasa mitja de pèrdues (media loss rate). Aquests s'utilitzen com a predictors de la qualitat de servei.